# Wattenbach
La Wattennbach (ou Wattenerbach) est une rivière autrichienne, affluent de l'Inn qui prend sa source dans les Alpes de Tux.

## Parcours
Elle naît de la confluence de la Mölsbach (en) et de la Lizumbach (en) près de Lager Walchen à une altitude de 1 410 m. Elle coule ensuite vers le nord dans la vallée du Wattental (en) et se jette dans l'Inn après un parcours de 11 km près de Wattens.